# Acoma dilemma
Acoma dilemma är en skalbaggsart som beskrevs av Saylor 1948. Acoma dilemma ingår i släktet Acoma och familjen Pleocomidae. Inga underarter finns listade i Catalogue of Life.